# Hemidactylus somalicus
Hemidactylus somalicus este o specie de șopârle din genul Hemidactylus, familia Gekkonidae, descrisă de William Kitchen Parker în anul 1932. Conform Catalogue of Life specia Hemidactylus somalicus nu are subspecii cunoscute.